# Sun Ra Plays Gershwin
Sun Ra Plays Gershwin ist ein Jazz-Kompilationsalbum von Sun Ra mit Kompositionen von George Gershwin. Die von 1955 bis 1987 in verschiedenen Besetzungen entstandenen Aufnahmen erschienen am 16. Januar 2018 auf dem Label Enterplanetary Koncepts.

## Hintergrund
Obwohl Herman Blount alias Le Sony’r Ra alias Sun Ra im Mai 1914 geboren wurde, behauptete er irgendwann in seinem frühen Erwachsenenleben eine spirituelle Wiedergeburt erlebt zu haben, „die durch eine interplanetare, außerkörperliche Reise zum Saturn verursacht“ wurde, schrieb Daniel Martin-McCormick. Das ist das Bild, an das die meisten Leute wahrscheinlich denken, wenn sie an Sun Ra denken: der kosmische Seher hinter den Klassikern Space Is the Place und Lanquidity aus der Mitte der 1970er-Jahre, „eine Art Ur-Freak, dem alle aufstrebenden Verrückten gebührend Requisiten geben.“ Eine Generation älter als die Free-Jazz-Musiker, die er beeinflusste und oft in seinem Arkestra beschäftigte, hatte Ra seine Wurzeln in der Swing-Ära der 1930er-Jahre. Er hat den Einfluss, der in dieser Zusammenstellung von George Gershwin-Interpretationen dargestellt wird, nie wirklich geleugnet. Sun Ra Plays Gershwin ist der Versuch, in eine weniger gefeierte Ecke seines riesigen Katalogs und seiner Bandbreite an Aufnahmen zu blicken.
Das erste Stück des Albums ist eine bisher unveröffentlichte Live-Aufnahme des Arkestra von „Rhapsody in Blue“. „Die ersten drei Minuten zeigen ihn als Solist auf dem Klavier; in einem Moment zerhackt er die ikonische Melodie in einer kantigen Collage, die Thelonious Monk würdig ist, und im nächsten Moment legt er sich in impressionistische Strudel zurück“, notierte Martin-McCormick. Eine Interpretation von „The Man I Love“ mit Sun Ra am Piano und Wilbur Ware an der Gitarre spielt ebenfalls mit klanglichen Dissonanzen herum. Zu den Gesangsstücken gehören eine frühe Version von „’S Wonderful“ mit der Sängerin Hattie Randolph, wobei Ra die Gesangsstimme vor eine entfernt klingende, zischende Kombination aus Piano, Handtrommeln und Bass stellte. Des Weiteren enthät das Album zwei Songs, das kurze „Nice Work If You Can Get It“ und mit den Nu Sounds, einer ansonsten abseits des sonstigen Ra-Katelogs stehenden männlichen Gesangsgruppe, mit der Ra in den frühen 1950er-Jahren arbeitete und mehrere Singles einspielte. Das Album endet mit „I Loves You Porgy“; doch hier klinge das Arkestra wie die Hausband eines besonders lebhaften Nachtclubs. Wie bei „Rhapsody in Blue“ spielen sie sowohl zart als auch kraftvoll.
Unter den zehn Tracks auf Sun Ra Plays Gershwin befinde sich ein wichtiger Fund, schrieb Chris May: eine neunminütige Live-Darbietung von „Rhapsody in Blue“, die im Sommer 1979 mit dem Arkestra im New Yorker Squat Theater aufgenommen wurde. Offiziell gilt er als bisher unveröffentlicht; erhältlich war er lediglich auf dem Bootleg Live at the Squat Theatre, das 2012 in Finnland in der geringer Auflage gepresst wurde. Ra-Diskograf Christopher Trent meinte in seiner und Hartmut Geerkens wissenschaftlicher Studie Omniverse Sun Ra (Art Yard, 2015), dass die folgenden Musiker zu hören sind: Ra am Piano und an den Keyboards, Michael Ray an der Trompete, Marshall Allen am Altsaxophon, John Gilmore am Tenorsaxophon, Danny Ray Thompson am Baritonsaxophon, Eloe Omoe an der Bassklarinette, James Jacson am Fagott, Hayes Burnett am Bass, Samarai Celestial (wahrscheinlich) und Atakatune am Schlagzeug.
Unter den weiteren Stücken befindet sich „Nice Work If You Can Get It“, in einer Heimaufnahme, die Ra 1955 mit der Chicagoer Vokalgruppe The Nu Sounds aufgenommen hat. Bis jetzt war „Nice Work“ nur auf der LP Spaceship Lullaby (Atavistic, 2003) zu finden. Für das Album wurde die Klangqualität optimiert. Eine andere Aufnahme, veröffentlicht auf Enterplanetary Koncepts Disc mit den Nu Sounds, „A Foggy Day“, wurde 2016 auf Struts Drei-CD-Kompilation Singles: The Definitive 45s Collection 1952–1991 neu aufgelegt.

## Titelliste
- Sun Ra: Sun Ra Plays Gershwin (Enterplanetary Koncepts)[3]

1. Rhapsody In Blue 9:20
2. S’Wonderful 5:33
3. Nice Work If You Can Get It 1:45
4. But Not for Me 6:48
5. The Man I Love 3:26
6. Summertime 1:53
7. It Ain’t Necessarily So 4:42
8. S’Wonderful (early version) 2:16
9. A Foggy Day 1:02
10. I Loves You Porgy 3:30

Die Kompositionen stammen von George Gershwin.

## Rezeption

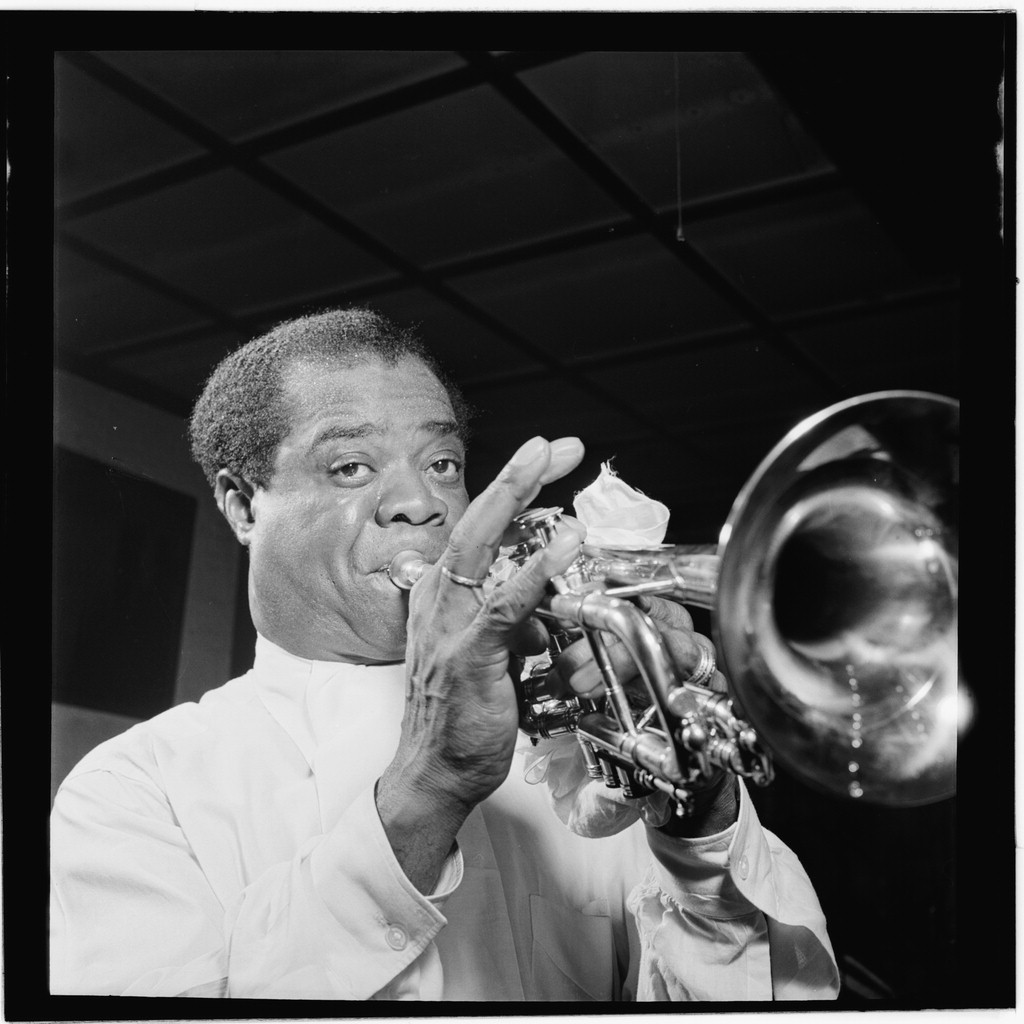
Louis Armstrong bei einem Auftritt in der Carnegie Hall, New York, ca. April 1947. Foto von William P. Gottlieb

Nach Ansicht von Chris May, der das Album in All About Jazz rezensierte, sei diese Kompilation ein Leckerbissen für alle Liebhaber des Great American Songbook. Nun, vielleicht nicht ganz alle, denn das Zusammenfließen von Namen im Albumtitel „Sun Ra Plays Gershwin“ mag für Ras Kritiker vielleicht unpassend klingen. Aber das hieße, Sun Ras Neigung zu guten Melodien und sein „sicheres Händchen“ beim Arrangieren von Balladen und Jazzstandards zu ignorieren, zuerst für Fletcher Henderson in den 1940er Jahren und später für seine eigenen Bands. Falls man eher erfrischend atonalen Sun Ra bevorzuge, solle man The Heliocentric Worlds of Sun Ra Vol. 1 (ESP, 1965) hören, wenn einem wohltemperierte Melodien und Trost für die Seele lieber ist, probiere man besser Jazz in Silhouette (Saturn, 1959). Doch Sun Ras Vorstöße in das Gershwin-Songbuch würden tatsächlich genauso viel Respekt verdienen wie die von Ella Fitzgerald, Louis Armstrong oder jedem anderen weniger polarisierenden Musiker.
Daniel Martin-McCormick schrieb in Pitchork Media, diese Sammlung von George-Gershwin-Interpretationen der Avantgarde-Jazz-Legende zeichne seine Wurzeln in der Swing-Ära nach und konkretisiere eine selten gehörte Seite des „Astralreisenden“. Die Kompilation biete die Gelegenheit, einige seiner prägenden Aufnahmen zu erkunden und den Blick auf einen der markantesten Musiker des 20. Jahrhunderts zu erweitern. Die Songs mit den Nu Sounds seien köstliche Jazz-Ephemera. Diese Tracks und ihre „Quick-and-Dirty“-Arrangements, die wahrscheinlich als Niedrigpreis-Singles veröffentlicht werden sollten, würden vor Spontaneität sprudeln. In „Nice Work If You Can Get It“, weniger als zwei Minuten lang, geben sich die Sänger aber selbst in diesem kurzen Zeitfenster weniger als eine Minute, um durch zwei Refrains, eine Strophe und eine hingeworfene Coda zu kommen. Aber der Track strotze nur so vor kleinen Details – der elegante Bassgesang, der den ersten Refrain anführt, das schlampige Händeklatschen, das die Strophe füllt, Ra’s klobige Klavierverzierungen – die alles lohnenswert machen. Wenn Sun Ra hier aufgehört hätte, würde er vielleicht nur als exzentrischer Mitläufer aus einer der wichtigsten Epochen des Jazz gelten. Stattdessen habe er weitergemacht – „mythologisierte, philosophierte und widersetzte sich fast jeder verfügbaren Orthodoxie. Aber die Kernmusikalität, die hier gezeigt wird, hat ihn nie verlassen. Obwohl er ein kosmischer Reisender war, zeigt Sun Ra Plays Gershwin, dass er im Herzen ein Softie ist.“